# Johan Palmærus
Johan Palmærus, född 20 november 1698 i Örberga församling, Östergötlands län, död 30 maj 1766 i Häradshammars församling, Östergötlands län, var en svensk präst.

## Biografi
Johan Palmærus föddes 1698 i Örberga församling. Han var son till kyrkoherden Samuel Palmærus och Inga Aschanius. Palmærus blev 1718 student vid Uppsala universitet och prästvigdes 5 maj 1722 till extra ordinarie bataljonspredikant vid Gardet. Han blev 10 november 1732 kyrkoherde i Klockrike församling och 1744 kyrkoherde i Häradshammars församling. Den 11 mars 1761 blev han prost. Palmærus avled 1766 i Häradshammars församling.
Ett porträtt målat av Z. Phylin som föreställer Palmærus finns i sakristian i Häradshammars kyrka.

### Familj
Palmærus gifte sig första gången med Anna Catharina Didricsdotter Norbergh (1698–1738). Hon var dotter till en kamrer i Stockholm. De fick tillsammans barnen sjömannen Samuel Palmærus, Inga Helena Palmærus (1726–1778), som var gift med trumpetaren Anders Grunau, Ingeborg Catharina Palmærus (1733–1736), Hedvig Palmærus (född 1735), som var gift med inspektoren Sven Wallberg, Magdalena Palmærus, som var gift med komministern Lars Jern i Östra Stenby församling, och sju barn som avled i ung ålder.
Palmærus gifte sig andra gången 15 maj 1739 med Margareta Kylander (1710–1775). Hon var dotter till kyrkoherden Haquinus Kylander och Elisabeth Tzander i Häradshammars församling. De fick tillsammans barnen ryttmästaren Håkan Palmærus (1740–1799), Elisabeth Christina Palmærus som var gift med komministern i Västra Husby församling, Kajsa Maja Palmærus (1742–1790) som var gift med kornetten Zacharias Modée, Anna Sophia Palmærus (född 1747) som var gift med inspektoren Olof Ekström på Sjövalla och en son som dog i ung ålder.